# Guglielmo di Solms-Braunfels
Guglielmo Cristiano Carlo, 3º principe di Solms Braunfels (Braunfels, 9 gennaio 1759 – Braunfels, 20 marzo 1837), fu, per successione, un principe immediato, successivamente un nobiluomo e capo del casato principesco di Solms-Braunfels, un general maggior prussiano ed un deputato dell'Assia.

## Vita

### Famiglia
Guglielmo era un membro del casato principesco di Solms-Braunfels. Suo nonno Federico Guglielmo (1696–1761) fu il primo principe di Solms-Braunfels. i suoi genitori erano il colonnello imperiale e luogotenente generale delle Province Unite Ferdinando Guglielmo Ernesto (1721–1783) e la contessa Sofia Cristina Guglielmina du Solms-Laubach, figlia di Cristiano Augusto, conte di Solms-Laubach. Il maggior generale Federico Guglielmo (1770–1814) era uno dei suoi fratelli minori.
Il 6 ottobre 1792, sposò la vilgravia e renegravia Augusta di Salm-Grumbach (1771–1810) sorellastra di Federico, principe di Salm-Horstmar. ebbero quattro figli:
- Guglielmina (1793–1865) ∞ Alessio, principe di Bentheim e Steinfurt (1781–1866) ed ebbe figli
- Sofia Augusta (1796–1855) ∞ Giovanni Augusto Carlo, principe di Wied (1779–1836) ed ebbe figli; furono i nonni paterni della regina Elisabetta di Romania
- Ferdinando, 4º principe di Solms-Braunfels (1797-1873) ∞ contessa Ottilia di Solms-Laubach (1807–1884), senza figli
- Carlo Guglielmo Bernardo (1800–1868), generale di cavalleria

Dalla sua amante Anna Elisabeth Becker (1779–1852), che sposò morganaticamente una volta rimasto vedovo, ebbe tre figli che ricevettero il patronimico Wilhelmi

## Ascendenza
|                                                |                                         |                                                          | Genitori                                            |  |  | Nonni |  |  | Bisnonni                                 |  |  | Trisnonni                               |  |
|                                                |                                         |                                                          |                                                     |  |  |       |  |  | Wilhelm Moritz, conte di Solms-Braunfels |  |  | Wilhelm II, conte di Solms-Greifenstein |  |
|                                                |                                         |                                                          |                                                     |  |  |       |  |  | Wilhelm Moritz, conte di Solms-Braunfels |  |  | Wilhelm II, conte di Solms-Greifenstein |  |
|                                                |                                         | Johannetta Sibylla zu Solms-Hohensolms                   |                                                     |  |  |       |  |  | Wilhelm Moritz, conte di Solms-Braunfels |  |  |                                         |  |
| Friedrich Wilhelm, principe di Solms-Braunfels |                                         |                                                          |                                                     |  |  |       |  |  | Wilhelm Moritz, conte di Solms-Braunfels |  |  |                                         |  |
|                                                |                                         | Magdalene Sophie von Hessen-Homburg                      | Wilhelm Christoph, langravio d'Assia-Homburg        |  |  |       |  |  |                                          |  |  |                                         |  |
|                                                |                                         | Magdalene Sophie von Hessen-Homburg                      | Wilhelm Christoph, langravio d'Assia-Homburg        |  |  |       |  |  |                                          |  |  |                                         |  |
|                                                |                                         | Magdalene Sophie von Hessen-Homburg                      | Sophie Eleonore von Hessen-Darmstadt                |  |  |       |  |  |                                          |  |  |                                         |  |
| Ferdinand, principe di Solms-Braunfels         |                                         | Magdalene Sophie von Hessen-Homburg                      |                                                     |  |  |       |  |  |                                          |  |  |                                         |  |
|                                                |                                         | Johann Ernst, principe di Nassau-Weilburg                | Friedrich, conte di Nassau-Weilburg                 |  |  |       |  |  |                                          |  |  |                                         |  |
|                                                |                                         | Johann Ernst, principe di Nassau-Weilburg                | Friedrich, conte di Nassau-Weilburg                 |  |  |       |  |  |                                          |  |  |                                         |  |
|                                                |                                         | Johann Ernst, principe di Nassau-Weilburg                | Christiane Elisabeth von Sayn-Wittgenstein-Homburg  |  |  |       |  |  |                                          |  |  |                                         |  |
| Magdalene Henriette von Nassau-Weilburg        |                                         | Johann Ernst, principe di Nassau-Weilburg                |                                                     |  |  |       |  |  |                                          |  |  |                                         |  |
|                                                |                                         | Maria Polyxena von Leiningen-Dagsburg-Hardenburg         | Friedrich Emich von Leiningen-Dagsburg-Hartenburg   |  |  |       |  |  |                                          |  |  |                                         |  |
|                                                |                                         | Maria Polyxena von Leiningen-Dagsburg-Hardenburg         | Friedrich Emich von Leiningen-Dagsburg-Hartenburg   |  |  |       |  |  |                                          |  |  |                                         |  |
|                                                |                                         | Maria Polyxena von Leiningen-Dagsburg-Hardenburg         | Sibylla von Waldeck-Wildungen                       |  |  |       |  |  |                                          |  |  |                                         |  |
| Wilhelm, principe di Solms-Braunfels           |                                         | Maria Polyxena von Leiningen-Dagsburg-Hardenburg         |                                                     |  |  |       |  |  |                                          |  |  |                                         |  |
|                                                | Friedrich Ernst, conte di Solms-Laubach | Johann Friedrich, conte di Solms-Laubach                 |                                                     |  |  |       |  |  |                                          |  |  |                                         |  |
|                                                | Friedrich Ernst, conte di Solms-Laubach | Johann Friedrich, conte di Solms-Laubach                 |                                                     |  |  |       |  |  |                                          |  |  |                                         |  |
|                                                | Friedrich Ernst, conte di Solms-Laubach | Benigna von Promnitz                                     |                                                     |  |  |       |  |  |                                          |  |  |                                         |  |
| Christian August, conte di Solms-Laubach       | Friedrich Ernst, conte di Solms-Laubach |                                                          |                                                     |  |  |       |  |  |                                          |  |  |                                         |  |
|                                                |                                         | Friederike Charlotte zu Stolberg-Gedern                  | Ludwig Christian, conte di Stolberg-Gedern          |  |  |       |  |  |                                          |  |  |                                         |  |
|                                                |                                         | Friederike Charlotte zu Stolberg-Gedern                  | Ludwig Christian, conte di Stolberg-Gedern          |  |  |       |  |  |                                          |  |  |                                         |  |
|                                                |                                         | Friederike Charlotte zu Stolberg-Gedern                  | Christine von Mecklenburg-Güstrow                   |  |  |       |  |  |                                          |  |  |                                         |  |
| Sophie Christine zu Solms-Laubach              |                                         | Friederike Charlotte zu Stolberg-Gedern                  |                                                     |  |  |       |  |  |                                          |  |  |                                         |  |
|                                                |                                         | Wolfgang Ernst I,principe di Isenburg-Büdingen-Birstein  | Wilhelm Moritz, conte di Isenburg-Büdingen-Birstein |  |  |       |  |  |                                          |  |  |                                         |  |
|                                                |                                         | Wolfgang Ernst I,principe di Isenburg-Büdingen-Birstein  | Wilhelm Moritz, conte di Isenburg-Büdingen-Birstein |  |  |       |  |  |                                          |  |  |                                         |  |
|                                                |                                         | Wolfgang Ernst I,principe di Isenburg-Büdingen-Birstein  | Anna Amalie zu Ysenburg-Büdingen                    |  |  |       |  |  |                                          |  |  |                                         |  |
| Elisabeth zu Isenburg-Büdingen-Birstein        |                                         | Wolfgang Ernst I,principe di Isenburg-Büdingen-Birstein  |                                                     |  |  |       |  |  |                                          |  |  |                                         |  |
|                                                |                                         | Friederike Elisabeth von Leiningen-Dagsbourg-Hartenbourg | Emich XIV, conte di Leiningen-Dagsbourg-Hartenbourg |  |  |       |  |  |                                          |  |  |                                         |  |
|                                                |                                         | Friederike Elisabeth von Leiningen-Dagsbourg-Hartenbourg | Emich XIV, conte di Leiningen-Dagsbourg-Hartenbourg |  |  |       |  |  |                                          |  |  |                                         |  |
|                                                |                                         | Friederike Elisabeth von Leiningen-Dagsbourg-Hartenbourg | Elisabeth Christine von der Pfalz-Zweibrücken       |  |  |       |  |  |                                          |  |  |                                         |  |
|                                                |                                         | Friederike Elisabeth von Leiningen-Dagsbourg-Hartenbourg |                                                     |  |  |       |  |  |                                          |  |  |                                         |  |

## Onorificenze

### Posizioni militari onorarie
| Forza militare             | Unità              | Posizione         |
| -------------------------- | ------------------ | ----------------- |
| Forze armate della Prussia | Esercito prussiano | Maggiore generale |